# Efutu (peuple)
Pour les articles homonymes, voir Efutu.
Les Efutu sont une population d'Afrique de l'Ouest vivant au sud-est du Ghana, dans le district d'Awutu-Effutu-Senya de la Région du Centre.

## Ethnonymie
Selon les sources, on observe quelques variantes : Afutu, Effutu, Effutus, Efutus, Fetu, Futu.

## Langues
Leur langue est l'efutu (ou awutu), une langue kwa dont le nombre de locuteurs était estimé à 180 000 en 2003. L'akan est également utilisé.